# Nemertellina oculata
Nemertellina oculata är en djurart som tillhör fylumet slemmaskar, och som beskrevs av Friedrich 1935. Nemertellina oculata ingår i släktet Nemertellina och familjen Tetrastemmatidae. Inga underarter finns listade i Catalogue of Life.